# Pabellón de deportes Mata-Jove
El pabellón de deportes Mata-Jove es un estadio cubierto, propiedad del ayuntamiento de Gijón, ubicado en Gijón, Asturias (España).
Está situado en la calle Simón Bolívar del barrio de La Calzada y cuenta con campos reglamentarios para practicar balonmano, fútbol sala, baloncesto, voleibol y hockey sobre patines (con valla hidráulica perimetral).
En el Pabellón de Deportes Mata-Jove disputa sus partidos oficiales el Club Patín Gijón Solimar y entrena el Club Rítmica Galaica.

## Historia
Fue inaugurado en 1991 y remodelado en 2010 para poder albergar partidos de hockey sobre patines, inaugurándose esta nueva pista en un encuentro de la OK Liga femenina entre el CP Gijón y el Sferic Terrassa.